# Trevor Fitzpatrick
Trevor Fitzpatrick (sinh ngày 19 tháng 2 năm 1980) là một cầu thủ bóng đá người Anh-Ireland thi đấu ở vị trí tiền đạo cho Southend United, Shelbourne và Bohemians. Anh đại diện cho Cộng hòa Ireland tại Giải vô địch U-19 châu Âu ở Thụy Điển năm 1999 nơi ông giành huy chương đồng sau khi ghi bàn ở vòng bảng.
Ông có màn ra mắt cho Southend United trong trận đấu tại Second Division, trong thất bại 2–1 trên sân nhà trước Luton Town ngày 3 tháng 1 năm 1998, vào sân từ ghế dự bị ở phút 67 cho Pepe N'Diaye.